# Domini proteic

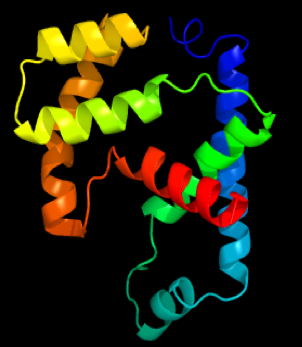
Proteïna amb set dominis diferents. Cada color correspon a un domini diferent.

Un domini proteic és una agrupació globular de cadenes polipeptídiques que forma una regió molt conservada d'una proteïna, i que té una estructura terciària que pot existir, funcionar i evolucionar independentment de la resta de la cadena peptídica. Cada domini forma una estructura tridimensional compactada i sovint es troba plegada i estable de forma independent, conferint-li a les proteïnes una aparença bi- o multilobular. De fet, la proteòlisi limitada d'una proteïna amb diversos dominis allibera sovint els seus dominis sense alterar gaire la seva estructura global. No obstant això, l'estructura d'una proteïna amb dominis no sempre és evident, ja que aquests poden establir contactes tan extensos entre si que la proteïna apareix com una entitat globular simple.
La majoria dels dominis estan constituïts per entre 50 i 250 aminoàcids, cada un dels quals té un diàmetre aproximat de 25 Å. L'evolució molecular ha utilitzat els dominis com a blocs de construcció, que es poden combinar amb diferents disposicions per crear proteïnes amb una gran varietat funcional. Un mateix domini pot aparèixer en diferents proteïnes. Els dominis més curts, com els dits de zinc (zinc fingers), es poden estabilitzar mitjançant ions metàl·lics o ponts disulfúrics. Els dominis sovint formen unitats funcionals, com el domini EF d'unió al calci de la calmodulina (calcium-binding EF hand domain of calmodulin).
Com que són dominis estables de forma independent, poden ser intercanviats mitjançant enginyeria genètica per produir altres proteïnes de fusió o quimèriques.

## Història
L'any 1973, Wetlaufer va definir per primera vegada el concepte de domini proteic com a unitats estructurals d'una proteïna que es poden plegar de manera autònoma, independent i estable. Anteriorment, els dominis havien estat descrits com a unitats que tenien estructures compactes, funció i evolució, i plegament.
Cada una d'aquestes definicions és vàlida i sovint se superposa, ja que un domini estructural compacte que es troba en diverses proteïnes és probable que es plegui sobre ell mateix de manera independent, sense veure's afectat pel seu entorn estructural. En la natura, sovint es troben diversos dominis junts, formant proteïnes multidominis i multifuncionals. En una proteïna multidomini, cadascun dels dominis és capaç de realitzar la seva funció de manera independent, o bé de manera coordinada amb els seus dominis veïns. Els dominis també poden servir com a mòduls per construir complexos o conjunts més grans, com ara partícules de virus o fibres musculars. També poden proporcionar llocs catalítics o llocs d'unió específics, com els que es troben en enzims o proteïnes reguladores.

## Exemple de la PKA
La proteïna-cinasa A (PKA, de l'anglès protein kinase A) és una família d'enzims amb activitat dependent dels nivells cel·lulars de monofosfat d'adenosina cíclic (cAMP, de l'anglès cyclic adenosine monophosphate). Per aquesta raó també se la coneix amb el nom de proteïna-cinasa dependent de cAMP. Té moltes funcions dins de la cèl·lula, com ara la regulació del glicogen, dels carbohidrats i del metabolisme dels lípids. La PKA està present en una gran varietat de cèl·lules i la seva regulació, mitjançant cAMP, intervé en moltes vies de senyalització.
Quan es troba inactiva, la PKA té una estructura formada per un tetràmer que consisteix en dues subunitats catalítiques i dues reguladores. La subunitat catalítica presenta el centre actiu, el qual uneix i hidrolitza trifosfat d'adenosina (ATP), i un domini que li permet unir-se a la subunitat reguladora. La subunitat reguladora, en canvi, té diversos dominis per unir-se al cAMP, dominis que permeten la interacció entre la subunitat catalítica i la subunitat reguladora i un domini autoinhibidor.
Quan la subunitat catalítica es troba lliure i activa, pot migrar al nucli i fosforilar proteïnes reguladores de la transcripció, mentre que les subunitats reguladores romandran en el citoplasma, sense tenir accés al nucli. Aquests són els gens que codifiquen les PKA humanes: 
| Subunitat de la PKA humana    | Gens codificants | Gens codificants | Gens codificants |
| ----------------------------- | ---------------- | ---------------- | ---------------- |
| Subunitat catalítica          | PRKACA           | PRKACB           | PRKACG           |
| Subunitat reguladora tipus I  | PRKAR1A          | PRKAR1B          | PRKAR1B          |
| Subunitat reguladora tipus II | PRKAR2A          | PRKAR2B          | PRKAR2B          |

Quatre molècules de cAMP poden unir-se a les subunitats reguladores. Aquesta unió provocarà un canvi conformacional d'aquestes subunitats i farà que les subunitats catalítiques s'alliberin de les reguladores. Aquest alliberament permetrà l'activació de les subunitats catalítiques, les quals podran transferir fosfats terminals d'ATP a substrats de proteïna en residus de serina o treonina.

## Estructura i plegament de les proteïnes
Les proteïnes estan formades a base de seqüències d'aminoàcids formant estructures concretes, que permeten el seu correcte funcionament. El plegament de proteïnes és la recerca dirigida de l'espai conformacional que permet que la proteïna es plegui en una escala de temps biològicament factible. Anfinsen va mostrar que l'estat natiu d'una proteïna és termodinàmicament estable, la conformació està en el mínim global de la seva energia lliure. La paradoxa de Levinthal afirma que, si una proteïna de mida mitjana mostrés totes les conformacions possibles abans de trobar la que té l'energia més baixa, tot el procés trigaria milers de milions d'anys. Les proteïnes normalment es pleguen en 0,1 i 1000 segons. Per tant, el procés de plegament de proteïnes s'ha de dirigir d'alguna manera a través d'una via de plegament específica. Les forces que dirigeixen aquesta recerca són probablement una combinació d'influències locals i globals, que tenen efectes en diverses etapes de la reacció.
S'ha descobert que el plegament aïllat d'un domini es pot donar al mateix ritme o a vegades més ràpid que el del domini integrat, suggerint que les interaccions desfavorables amb la resta de proteïnes poden ocórrer durant el plegat. Això és perquè els dominis no es pleguen de manera completament correcta, o perquè els petits ajustos necessaris per a la seva interacció són energèticament desfavorables, com ara l'eliminació d'aigua d'un domini d'interfície.
La dinàmica dels dominis proteics té un paper clau en una multitud de processos de reconeixement molecular i senyalització. Els modes dinàmics resultants generalment no es poden predir a partir d'estructures estàtiques de tota la proteïna o de dominis individuals. No obstant això, poden ser inferits mitjançant la comparació de diferents estructures d'una proteïna (com en la base de dades de moviments moleculars). També es poden suggerir mitjançant mostreig en extenses trajectòries de dinàmica molecular i anàlisi de components principals, o es poden observar directament mitjançant espectres mesurats per espectroscòpia d'espín de neutrons.
En el procés de plegament podem distingir 4 estructures:

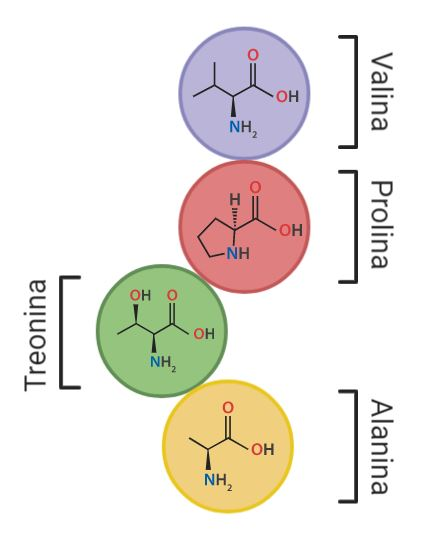
Estructura primària d'una proteïna.

### Estructura primària
L'estructura primària és la cadena d'aminoàcids que codifica el plegament tridimensional de la proteïna. Els aminoàcids hidrofòbics es troben formant el nucli de la proteïna, envoltats per una capa de residus hidrofílics.

### Estructura secundària
Com que els enllaços peptídics són polars, es neutralitzen mitjançant l'enllaç d'hidrogen entre ells quan es troben en un entorn hidrofòbic, formant patrons estructurals tridimensionals regulars coneguts com a estructura secundària. Hi ha dos tipus d'estructures secundàries: la hèlix alfa i la làmina beta. Freqüentment es produeixen combinacions d'elements d'estructura secundària, donant lloc a motius o estructures supersecundàries. Alguns exemples serien la beta-hairpin o el motiu beta-alfa-beta.
La unió covalent de dos dominis representa un avantatge tant funcional com estructural, ja que proporciona un increment de l'estabilitat en comparació amb les estructures que estan associades amb unions no-covalents. D'altra banda, també té avantatges com la protecció dels intermediaris dins de butxaques enzimàtiques entre dominis que, d'una altra manera, poden ser inestables en entorns aquosos. Un altre avantatge que proporciona l'associació covalent és la relació estequiomètrica fixa de l'activitat enzimàtica necessària per a un conjunt seqüencial de reaccions.

### Estructura terciària
Diversos motius s'uneixen per formar unitats compactes, locals i semiindependents anomenades dominis. La majoria de les estructures 3D de les cadenes polipeptídiques es coneixen com a estructura terciària de la proteïna. Els dominis són les unitats fonamentals de l'estructura terciària, cada domini conté un nucli hidrofòbic individual que està format per unitats estructurals secundàries connectades per bucles.
L'empaquetament del polipèptid acostuma a ser major en l'interior que en l'exterior del domini, generant un nucli sòlid i una superfície molt més fluida. Els residus del nucli acostumen a estar conservats en una família de proteïnes, mentre que els residus dels bucles són menys conservats, llevat que estiguin involucrats en la funció de la proteïna.
L'estructura terciària de la proteïna es pot classificar segons el contingut estructural secundari del domini en: 
- Dominis alfa: Formats exclusivament a partir d'hèlix-alfa.[21]
- Dominis beta: Nucli compost per làmines beta antiparal·leles.[22]
- Dominis alfa+beta: Són una barreja entre tots els motius alfa i beta. La classificació de les proteïnes en aquesta categoria és difícil a causa de les superposicions entre les altres 3 classes i, per tant, no és utilitzada en la CATH domain database.[23]
- Dominis Alfa/Beta: Formats a partir de la combinació de motius beta-alfa-beta que, de forma predominant, formen una làmina beta paral·lela envoltada per hèlix-alfa amfipàtiques. Les estructures secundàries es disposen en capes o barrils.[24]

Estructura quaternària d'una proteïna.

### Estructura quaternària
Moltes proteïnes tenen una estructura quaternària, la qual consisteix en moltes cadenes polipeptídiques associades a una molècula oligomèrica. Cada cadena de polipèptids d'una proteïna d'aquest tipus s'anomena subunitat.
La mida dels dominis estructurals individuals varia dels 36 residus en la E-selectina, fins als 692 residus en lipoxigenasa-1, però la majoria (90%) tenen menys de 200 residus amb una mitjana d'aproximadament 100 residus. Els dominis molt petits, menys de 40 residus, acostumen a estar estabilitzats per ions metall o ponts disulfur. Els dominis més grans, més de 300 residus, és probable que continguin múltiples nuclis hidrofòbics.
Aquests dominis es poden intercanviar: l'element secundari o terciari d'una proteïna monomèrica és reemplaçat pel mateix element d'una altra proteïna. Aquest intercanvi de dominis contempla des d'elements de l'estructura secundària fins a qualsevol domini estructural. També representa un model evolutiu de les adaptacions funcionals per oligomerització.

## Els dominis com a mòduls evolutius
L'estudi de l'evolució es basa en un procés probabilístic, ja que és molt menys costós, per tant, més probable, que en la natura es reutilitzin estructures preexistents que no pas que se'n generin de novo. Per tant, el més habitual quan es genera una nova seqüència és que aquesta sigui una adaptació d'una seqüència que ja existia a la natura.
Els dominis són el material que utilitza la natura per generar noves seqüències; es poden pensar com a unitats genèticament mòbils, anomenades «mòduls». Els mòduls de proteïnes són un subconjunt de dominis proteics que es troben en una gamma de proteïnes diferents amb una estructura particularment versàtil. Es poden trobar exemples d'aquests mòduls en proteïnes extracel·lulars associades a la coagulació, fibrinòlisi, el complement, la matriu extracel·lular, les molècules d'adhesió de la superfície cel·lular i els receptors de citocines. Quatre exemples concrets de mòduls proteics generalitzats són: SH2, immunoglobulina, fibronectina tipus 3 i kringle.
L'evolució molecular dona lloc a famílies de proteïnes relacionades amb seqüències i estructures semblants. Tanmateix, les semblances entre seqüències poden ser extremadament baixes entre proteïnes que comparteixen la mateixa estructura. Les estructures proteiques poden ser similars perquè les proteïnes han divergit d'un ancestre comú, malgrat que les seqüències s'hagin anat diferenciant per adaptar-se a les noves funcions.
D'altra banda, alguns plegaments poden veure's més afavorits que d'altres, ja que representen disposicions estables d'estructures secundàries i algunes proteïnes poden convergir cap a aquests plegaments al llarg de l'evolució. Actualment, es coneixen unes 110.000 estructures 3D, que s'han determinat experimentalment, i estan recollides i catalogades al Protein Data Bank (PDB). Tanmateix, aquesta base de dades conté moltes estructures idèntiques o molt similars. Totes les proteïnes s'han de classificar en famílies estructurals per entendre les seves relacions evolutives, ja que les comparacions estructurals s'aconsegueixen millor en dominis proteics.
La importància dels dominis com a blocs estructurals de construcció i elements d'evolució ha provocat molts mètodes automatitzats per a la seva identificació i classificació en proteïnes d'estructura coneguda. S'han desenvolupat molts algoritmes per assignar de forma automàtica dominis a estructures 3D ja conegudes i recollides en bases de dades, com la CATH domain database. Els procediments automàtics per a l'assignació fiable de dominis són essencials per a la generació de les bases de dades de dominis, especialment a mesura que augmenta el nombre d'estructures de proteïnes conegudes.
Encara que els límits d'un domini poden ser determinats per la inspecció visual, la construcció d'un mètode automatitzat no és senzilla. Els problemes es produeixen davant de dominis discontinus o altament associats. El fet que no hi hagi una definició estàndard del que realment és un domini ha fet que les assignacions de dominis hagin anat variant enormement, ja que en moltes investigacions s'han utilitzat criteris diferents.
Un domini estructural és una subestructura compacta i globular que presenta un nombre més gran d'interaccions en el seu interior que amb la resta de proteïnes. Per tant, un domini estructural pot ser determinat per dues característiques visuals: la seva compactació i el seu grau d'aïllament. Les mesures de compactació local en proteïnes s'han utilitzat en molts dels primers mètodes d'assignació de dominis i en diversos dels mètodes més recents.

### Mètodes
Un dels primers algorismes va utilitzar un mapa de distàncies Cα-Cα juntament amb una agrupació jeràrquica que considerava les proteïnes com un conjunt de diversos segments petits, de 10 residus de longitud. Els segments inicials es van agrupar un darrere l'altre en funció de les distàncies entre segments; els segments amb les distàncies més curtes es van agrupar i es van considerar com a segments únics a partir d'aquell moment. L'agrupació per etapes finalment incloïa la proteïna completa. Totes les distàncies Cα-Cα possibles es representaven com a parcel·les diagonals en les quals hi havia patrons diferents per a hèlixs, cadenes esteses i combinacions d'estructures secundàries.
El mètode de Sowdhamini i Blundell agrupa estructures secundàries en una proteïna basada en les seves distàncies Cα-Cα i identifica els dominis del patró en els seus dendrogrames. Com que el procediment no considera la proteïna com una cadena contínua d'aminoàcids, no hi ha problemes en el tractament de dominis discontinus. Els nodes específics d'aquests dendrogrames s'identifiquen com a cúmuls estructurals terciaris de la proteïna. L'algorisme DOMAK s'utilitza per crear la base de dades de domini 3D. Calcula un 'valor dividit' a partir del nombre de cada tipus de contacte quan la proteïna es divideix arbitràriament en dues parts. Aquest valor dividit és gran quan les dues parts de l'estructura són diferents.
El mètode de Wodak i Janin es basa en les àrees d'interfície calculades entre dos segments de cadena escindits repetidament en diverses posicions de residus. Les àrees d'interfície es van calcular comparant les àrees superficials dels segments clivats amb la de l'estructura nativa. Els límits potencials del domini es poden identificar en un lloc on l'àrea de la interfície era mínima. Altres mètodes han utilitzat mesures d'accessibilitat al dissolvent per calcular la compactació.
L'algorisme PUU incorpora un model harmònic utilitzat per aproximar la dinàmica entre dominis. El concepte físic subjacent és que es produiran moltes interaccions rígides dins de cada domini i es produiran interaccions soltes (aïllades) entre dominis. Aquest algoritme s'utilitza per definir dominis a la base de dades de dominis FSSP.
Swindells (1995) va desenvolupar el mètode DETECTIVE per a la identificació de dominis en estructures proteiques a partir de la idea que els dominis tenen un interior hidròfob. Es van trobar deficiències en el mètode quan els nuclis hidrofòbics de diferents dominis continuaven per la regió de la interfície.
RigidFinder és un nou mètode per a la identificació de blocs rígids de proteïnes (dominis i bucles) a partir de dues conformacions diferents. Els blocs rígids es defineixen com a blocs on es conserven totes les distàncies entre residus a través de conformacions.
El mètode RIBFIND, desenvolupat per Pandurangan i Topf, identifica cossos rígids en estructures proteiques mitjançant la realització d'agrupacions espacials d'elements estructurals secundaris en proteïnes. Els cossos rígids RIBFIND s'han utilitzat per ajustar de manera flexible estructures de proteïnes als mapes de densitat de criomicroscòpia electrònica.
En el seu estudi, Potestio et al. han introduït un mètode general per identificar dominis dinàmics, és a dir, regions proteiques que es comporten aproximadament com a unitats rígides en el curs de les fluctuacions estructurals. Entre altres aplicacions, també s'ha utilitzat per comparar la consistència de les subdivisions dels dominis basades en dinàmiques en comparació amb les basades en l'estructura estàndard. El mètode, anomenat PiSQRD, està disponible públicament en forma de servidor web. Aquest últim permet als usuaris subdividir de manera òptima proteïnes de cadena única o multimèriques en dominis quasi rígids basant-se en els modes col·lectius de fluctuació del sistema. Per defecte, aquests últims es calculen a través d'un model de xarxa elàstic; l'usuari pot carregar espais dinàmics essencials precalculats de forma alternativa.

## Proteïnes amb multidominis

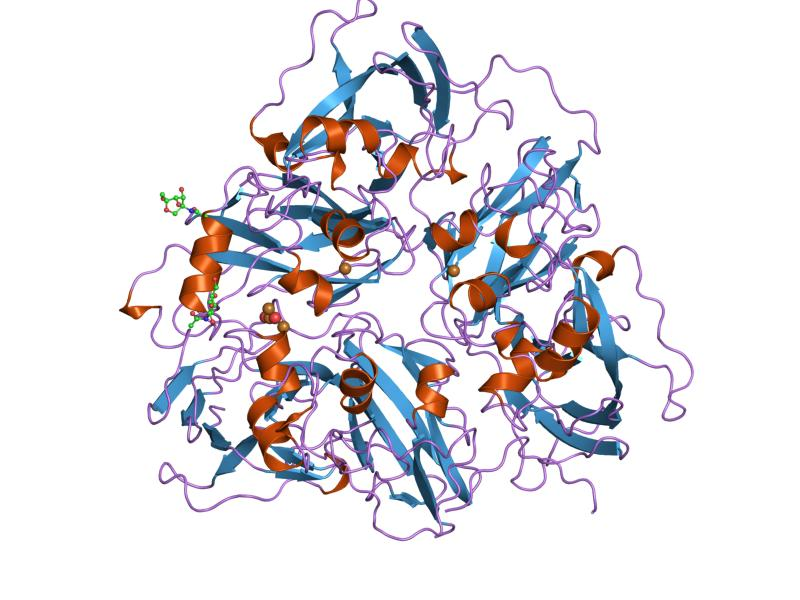
Estructura d'una proteïna amb multidominis.

La majoria de proteïnes, dos terços en organismes unicel·lulars i més del 80% en metazous, són proteïnes multidominis. No obstant això, altres estudis han conclòs que el 40% de les proteïnes procariotes consisteixen en múltiples dominis, mentre que els eucariotes tenen aproximadament un 65% de proteïnes multidomini.
Molts dominis en proteïnes eucariotes multidominis es poden trobar com a proteïnes independents en procariotes, suggerint que els dominis en proteïnes multidominis alguna vegada han existit com a proteïnes independents. Per exemple, els vertebrats tenen un polipèptid multi-enzimàtic que conté els dominis GAR sintetasa, AIR sintetasa i GAR transformilasa (GARs-AIRs-GARt; GAR: glicinamida ribonucleòtid sintetasa / transferasa; AIR: aminoimidazol ribonucleòtid sintetasa). En els insectes, el polipèptid apareix com a GARs- (AIRs) 2-GARt, en els llevats GARs-AIRs es codifica per separat de GARt i en els bacteris cada domini es codifica per separat.

### Origen
És probable que les proteïnes multidomini hagin sorgit de la pressió selectiva durant l'evolució amb la finalitat de crear noves funcions. Diverses proteïnes han divergit dels avantpassats comuns per diferents combinacions i associacions de dominis. Les unitats modulars es mouen sovint, per dins i entre sistemes biològics mitjançant diversos mecanismes de barreja genètica: per transposició d'elements mòbils incloent transferències horitzontals entre espècies; per reordenacions com inversions, translocacions, supressions i duplicacions; per recombinació homòloga i per lliscament de la DNA polimerasa durant la replicació.
Els dominis no només es recombinen, sinó que hi ha molts exemples d'inserció d'un domini en un altre. La seqüència o similituds estructurals amb altres dominis demostren que els homòlegs de dominis inserits i dominis poden existir independentment. Atès que un domini es pot inserir en un altre, sempre hauria d'haver-hi, com a mínim, un domini continu en una proteïna multidomini. Aquesta és la principal diferència entre les definicions de dominis estructurals i dominis funcionals/evolutius. Un domini evolutiu es limitarà a una o dues connexions entre dominis, mentre que els dominis estructurals poden tenir connexions il·limitades, dins d'un determinat criteri de l'existència d'un nucli comú. Es podrien assignar diversos dominis estructurals a un domini evolutiu.
Un superdomini consisteix en dos o més dominis conservats d'un origen suposadament independent, però posteriorment heretat com una unitat estructural/funcional única. Un exemple de superdomini és el parell de dominis de proteïna tirosina fosfatasa-C2 en PTEN, tensina, auxilina i la proteïna de membrana TPTE2. Aquest superdomini es troba en proteïnes d'animals, plantes i fongs. Una característica clau del superdomini PTP-C2 és la conservació de residus d'aminoàcids a la interfície del domini.

## Exemples de dominis proteics
- Armadillo repeats: Aquest nom fa referència al nom de la proteïna Armadillo β-catenin-like de la mosca de la fruita, Drosophila.
- Basic Leucine zipper domain (bZIP domain): Es troba en moltes proteïnes eucariotes d'unió a l'ADN. Una part del domini conté una regió que intervé entre les propietats específiques d'unió a l'ADN i la cremallera de Leucina que cal per a la dimerització de dues regions d'unió a l'ADN. La regió d'unió a l'ADN comprèn una sèrie d'aminoàcids, bàsics com l'arginina i la lisina.
- Repeticions de Cadherina: Les cadherines funcionen com a proteïnes d'adhesió entre cèl·lules, i són dependents de Ca2+. Aquests dominis són regions extracel·lulars que medien la unió homòfila cel·lular entre cadherines a la superfície de les cèl·lules adjacents.
- Death effector domain (DED): El domini efector de la mort permet la unió proteïna-proteïna mitjançant interaccions homotípiques (DED-DED). Les proteases caspasa desencadenen apoptosi a través de cascades proteolítiques. Pro-Caspase-8 i pro-caspase-9 s'uneixen a molècules adaptadores específiques a través de dominis DED i això condueix a l'autoactivació de les caspases.
- EF hand: Es tracta d'un motiu estructural helix-turn-helix que es troba en cada domini estructural de la proteïna de senyalització calmodulina i en la proteïna muscular troponina-C.
- Immunoglobulin-like domains: Els dominis similars a la immunoglobulina es troben en proteïnes de la superfamília d'immunoglobulina (IgSF).[58] Contenen uns 70-110 aminoàcids i es classifiquen en diferents categories (IgV, IgC1, IgC2 i IgI) segons la seva mida i funció. Contenen un plec característic en el qual dues làmines beta formen un "sandvitx" que s'estabilitza per les interaccions entre cisteïnes conservades i altres aminoàcids carregats. Són importants per a les interaccions proteïna-proteïna en processos d'adhesió cel·lular, activació cel·lular i reconeixement molecular. Aquests dominis es troben de manera comuna en molècules amb rols en el sistema immunitari.
- Dominis d'unió a la fosfortirosina (PTB): Solen unir-se a residus de tirosina fosforilada. Sovint es troben en proteïnes de transducció de senyals. L'especificitat d'unió del domini PTB està determinada pels residus de l'extrem amino-terminal de la fosforetina. Exemples: Els dominis PTB tant del SHC com de l'IRS-1 s'uneixen a una seqüència NPXpY. Les proteïnes que contenen PTB com l'SHC i l'IRS-1 són importants per a les respostes a la insulina de les cèl·lules humanes.
- Domini d'homologia a la pleckstrin (PH) s'uneixen als fosfoinositols amb una alta afinitat. S'ha observat especificitat per a PtdIns(3)P, PtdIns(4)P, PtdIns(3,4)P2, PtdIns(4,5)P2 i PtdIns(3,4,5)P3. Atès que les fosfoinositols són segrestats a diverses membranes cel·lulars (a causa de la seva llarga cua lipòfila) els dominis PH solen causar el reclutament de la proteïna en qüestió a una membrana on la proteïna pot exercir una certa funció en la senyalització cel·lular, la reorganització citoesquelètica o el tràfic de membranes.
- Domini d'homologia a Src 2 (SH2): Els dominis SH2 es troben sovint en proteïnes de transducció de senyals. Els dominis SH2 confereixen vinculació amb la tirosina fosforilada (pTyr). El nom del domini d'unió de la fosfortirosina prové del domini src de l'oncogen viral, que és en si mateix una tirosina-cinasa. Vegeu també: Domini SH3.
- Zinc finger DNA binding domain (ZnF_GATA): Les proteïnes que contenen el domini ZnF_GATA solen ser factors de transcripció que normalment s'uneixen a la seqüència d'ADN [AT]GATA[AG] dels promotors.

### Dominis de funció desconeguda
Una gran part dels dominis tenen una funció desconeguda. Un domini de funció desconeguda (DUF, domain of unknown function) és un domini de proteïna que no té cap funció caracteritzada. Aquestes famílies s'han recopilat juntes a la base de dades Pfam mitjançant el prefix DUF, seguit d'un número, per exemple DUF2992 i DUF 1220. Ara hi ha més de 3000 famílies DUF dins d'aquesta base de dades, les quals representen més del 20% de les famílies conegudes. El nombre de DUF a Pfam ha augmentat del 20 per cent, en el 2010, al 22 per cent, en el 2019, principalment, a causa del nombre creixent de noves seqüències de genomes. La versió 32.0 (2019) de Pfam contenia 3961 DUF.